# Saint-Pierre-sur-Erve

Saint-Pierre-sur-Erve este o comună în departamentul Mayenne, Franța. În 2009 avea o populație de 137 de locuitori.